# Харківський військовий університет

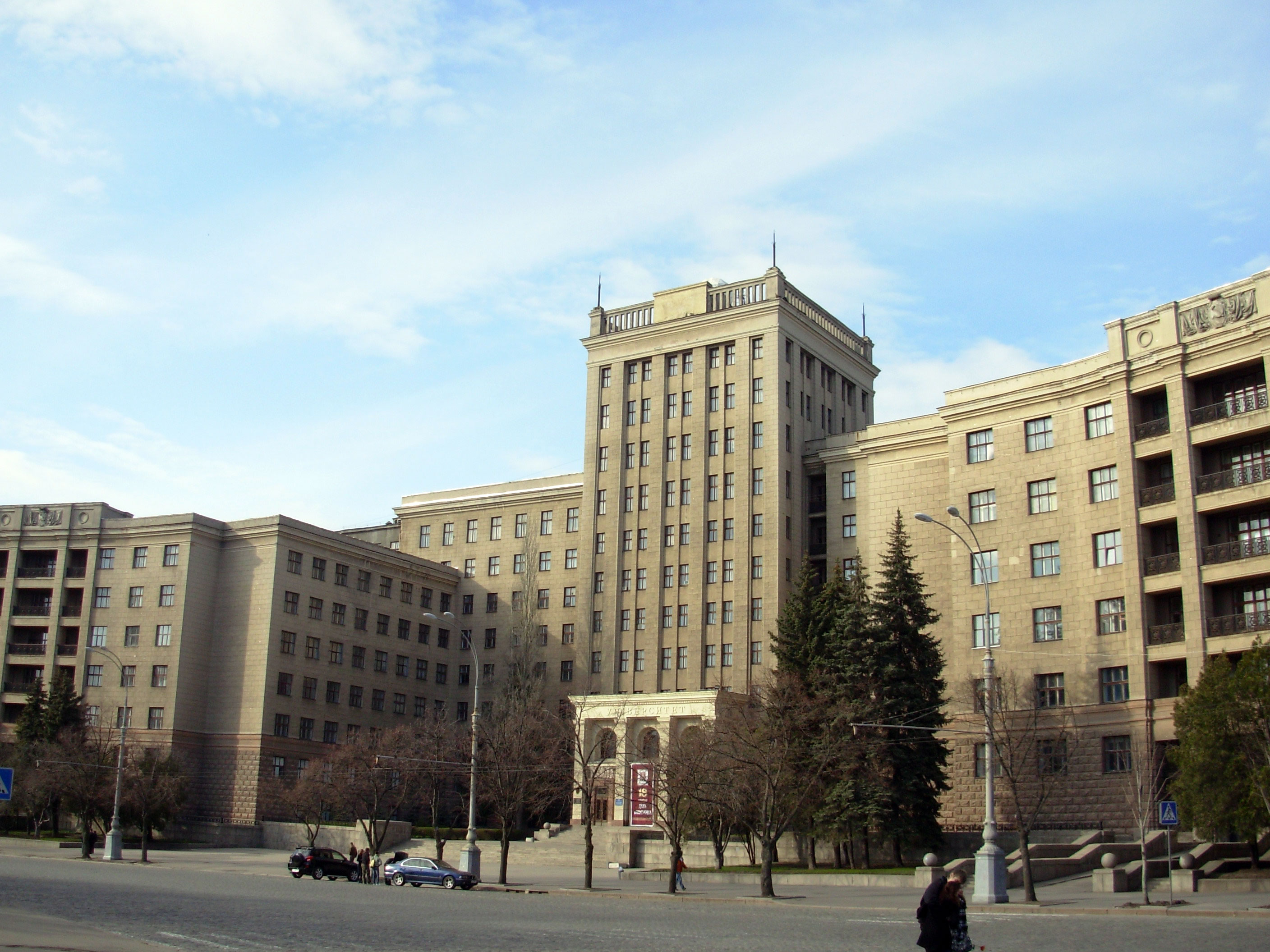
Будівля Харківського військового університету, сьогодні — північній корпус ХНУ ім В. Н. Каразіна

Харківський військовий університет — державний вищий навчальний заклад IV рівня акредитації, рішення про ліквідацію якого було прийнято 2003 року, підпорядкований Міністерству оборони України та розташований у Харкові.
До моменту ліквідації розміщувався в теперішньому північному корпусі ХНУ ім В. Н. Каразіна (майдан Свободи, 6), мав близько 3400 студентів (зокрема, майже 3200 — на стаціонарі) і 160 аспірантів, 426 викладачів-кандидатів наук, 69 професорів.
Готував фахівців із спеціальностей:
- Програмне забезпечення автоматизованих систем
- Компресори, пневмоагрегати та вакуумна техніка
- Електротехнічні системи електроспоживання
- Радіоелектронні пристрої, системи та комплекси
- Лазерна та оптоелектронна техніка
- Метрологія та вимірювальна техніка
- Системи управління та автоматики
- Комп'ютерні системи та мережі
- Ракетні та космічні комплекси
- Системи керування літальними апаратами і комплексами
- Військові науки

А також:
- «магістрів» за напрямами: «Організація бойового та оперативного забезпечення військ», «Організація технічного забезпечення військ (за видами та родами військ і сил)», «Бойове застосування та управління діями підрозділів (частин, з'єднань) Сухопутних військ», «Бойове застосування та управління діями підрозділів (частин, з'єднань) Військ Протиповітряної оборони» (термін дії ліцензії завершився 1 липня 2007 року);
- «спеціалістів» за напрямами: «Озброєння і засоби військ радіаційного, хімічного, біологічного захисту та екологічна безпека», «Радіоелектронні комплекси, системи та засоби озброєння і військової техніки», «Комплекси і системи зенітного озброєння», «Комплекси, системи та засоби автоматизації управління військами та озброєнням» (термін дії ліцензії завершився 1 липня 2004 року).

## Історія
Рішення про ліквідацію вишу прийнято «…з метою подальшої оптимізації мережі вищих військових навчальних закладів…» згідно з Постановою Кабінету Міністрів України «Про утворення Харківського університету Повітряних Сил та Об'єднаного науково-дослідного інституту Збройних Сил» від 10 вересня 2003 р. № 1430 шляхом утворення Харківського університету Повітряних Сил на базі Харківського військового університету та Харківського інституту Військово-Повітряних Сил імені Івана Кожедуба.
У травні 2025 року університет з вісьмома іншими українськими вищими військовими навчальними закладами було включено до мережі Європейського коледжу безпеки та оборони (ESDC).

## Відомі випускники
- Вітко Артем Леонідович — командир добровольчого батальйону МВС України «Луганськ-1», народний депутат України.
- Загребельний Юрій Олександрович (1983—2014) — підполковник (посмертно) Збройних сил України, учасник російсько-української війни.
- Світличний Олександр Григорович — капітан Збройних сил України, загинув у боях за Іловайськ.
- Даник Юрій Григорович — генерал-майор Збройних сил України, Заслужений діяч науки і техніки України, начальник Житомирського військового інституту імені С. П. Корольова у 2011 р. — 2016
- Прокопович-Ткаченко Дмитро Ігорович -військовий зв'язківець, заступник Голови Державної служби спеціального зв'язку та захисту інформації України у 2013—2014 році.